# Saison 2009 de l'équipe cycliste Liquigas
La saison 2009 de l'équipe cycliste Liquigas est la cinquième de l'équipe.

## Préparation de la saison 2009

### Arrivées et départs
| Arrivées         | Équipe 2008                |
| ---------------- | -------------------------- |
| Gianni Da Ros    | Marchiol Emisfero Liquigas |
| Jacopo Guarnieri | Marchiol Emisfero Liquigas |
| Daniel Oss       | Zalf Désirée Fior          |
| Fabio Sabatini   | Milram                     |
| Sylwester Szmyd  | Lampre                     |
| Brian Vandborg   | GLS-Pakke Shop             |
| Oliver Zaugg     | Gerolsteiner               |

| Départs              | Équipe 2009        |
| -------------------- | ------------------ |
| Michael Albasini     | Columbia-High Road |
| Manuel Beltrán       | suspension         |
| Leonardo Bertagnolli | Amica Chips-Knauf  |
| Dario Cataldo        | Quick Step         |
| Alberto Curtolo      |                    |
| Mauro Da Dalto       | Lampre-NGC         |
| Matej Mugerli        | Perutnina Ptuj     |
| Filippo Pozzato      | Katusha            |
| Guido Trenti         |                    |
| Charles Wegelius     | Silence-Lotto      |

## Coureurs et encadrement technique

### Effectif
| Cycliste              | Date de naissance | Nationalité | Équipe 2008                |
| --------------------- | ----------------- | ----------- | -------------------------- |
| Valerio Agnoli        | 6 janvier 1985    | Italie      | Liquigas                   |
| Ivan Basso            | 26 novembre 1977  | Italie      | Liquigas                   |
| Daniele Bennati       | 24 septembre 1980 | Italie      | Liquigas                   |
| Maciej Bodnar         | 7 mars 1985       | Pologne     | Liquigas                   |
| Kjell Carlström       | 18 octobre 1976   | Finlande    | Liquigas                   |
| Francesco Chicchi     | 27 novembre 1980  | Italie      | Liquigas                   |
| Claudio Corioni       | 26 décembre 1982  | Italie      | Liquigas                   |
| Gianni Da Ros         | 26 août 1986      | Italie      | Marchiol Emisfero Liquigas |
| Murilo Fischer        | 16 juin 1979      | Brésil      | Liquigas                   |
| Enrico Franzoi        | 8 août 1982       | Italie      | Liquigas                   |
| Jacopo Guarnieri      | 14 août 1987      | Italie      | Marchiol Emisfero Liquigas |
| Roman Kreuziger       | 16 juin 1986      | Tchéquie    | Liquigas                   |
| Aliaksandr Kuschynski | 27 octobre 1979   | Biélorussie | Liquigas                   |
| Vladimir Miholjević   | 18 janvier 1974   | Croatie     | Liquigas                   |
| Vincenzo Nibali       | 14 novembre 1984  | Italie      | Liquigas                   |
| Andrea Noè            | 15 janvier 1969   | Italie      | Liquigas                   |
| Daniel Oss            | 13 janvier 1987   | Italie      | Zalf Désirée Fior          |
| Franco Pellizotti     | 15 janvier 1978   | Italie      | Liquigas                   |
| Manuel Quinziato      | 30 octobre 1979   | Italie      | Liquigas                   |
| Fabio Sabatini        | 18 février 1985   | Italie      | Milram                     |
| Ivan Santaromita      | 30 avril 1984     | Italie      | Liquigas                   |
| Gorazd Štangelj       | 27 janvier 1973   | Slovénie    | Liquigas                   |
| Sylwester Szmyd       | 2 mars 1979       | Pologne     | Lampre                     |
| Brian Vandborg        | 4 décembre 1981   | Danemark    | GLS-Pakke Shop             |
| Alessandro Vanotti    | 16 septembre 1980 | Italie      | Liquigas                   |
| Frederik Willems      | 8 septembre 1979  | Belgique    | Liquigas                   |
| Oliver Zaugg          | 9 mai 1981        | Suisse      | Gerolsteiner               |

## Bilan de la saison

### Victoires
| Date       | Course                                         | Pays       | Classe | Vainqueur         |
| ---------- | ---------------------------------------------- | ---------- | ------ | ----------------- |
| 25/01/2009 | 6e étape du Tour Down Under                    | Australie  | PT     | Francesco Chicchi |
| 10/02/2009 | Trofeo Pollença                                | Espagne    | 1.1    | Daniele Bennati   |
| 13/02/2009 | 1re étape du Tour de la province de Grosseto   | Italie     | 2.1    | Daniele Bennati   |
| 26/02/2009 | 3e étape du Tour de Sardaigne                  | Italie     | 2.1    | Daniele Bennati   |
| 28/02/2009 | Classement général du Tour de Sardaigne        | Italie     | 2.1    | Daniele Bennati   |
| 02/04/2009 | Classement général des Trois Jours de La Panne | Belgique   | 2.HC   | Frederik Willems  |
| 25/04/2009 | Classement général du Tour du Trentin          | Italie     | 2.1    | Ivan Basso        |
| 02/05/2009 | 4e étape du Tour de Romandie                   | Suisse     | PT     | Roman Kreuziger   |
| 03/05/2009 | Classement général du Tour de Romandie         | Suisse     | PT     | Roman Kreuziger   |
| 11/06/2009 | 5e étape du Critérium du Dauphiné libéré       | France     | PT     | Sylwester Szmyd   |
| 24/06/2009 | Tour des Apennins                              | Italie     | 1.1    | Vincenzo Nibali   |
| 25/06/2009 | Championnat de Pologne du contre-la-montre     | Pologne    | CN     | Maciej Bodnar     |
| 01/08/2009 | Classique de Saint-Sébastien                   | Espagne    | PT     | Roman Kreuziger   |
| 04/08/2009 | 3e étape du Tour de Pologne                    | Pologne    | PT     | Jacopo Guarnieri  |
| 08/08/2009 | Grand Prix de la ville de Camaiore             | Italie     | 1.1    | Vincenzo Nibali   |
| 06/09/2009 | Tour de Romagne                                | Italie     | 1.1    | Murilo Fischer    |
| 12/09/2009 | 6e étape du Tour du Missouri                   | États-Unis | 2.HC   | Francesco Chicchi |

### Victoire de Franco Pellizotti retirée
| Date       | Course                     | Pays   | Classe | Vainqueur         |
| ---------- | -------------------------- | ------ | ------ | ----------------- |
| 27/05/2009 | 17e étape du Tour d'Italie | Italie | HIS    | Franco Pellizotti |

### Résultats sur les courses majeures
Les tableaux suivants représentent les résultats de l'équipe dans les principales courses du calendrier international (les cinq classiques majeures et les trois grands tours). Pour chaque épreuve est indiqué le meilleur coureur de l'équipe, son classement ainsi que les accessits glanés par Liquigas sur les courses de trois semaines.

#### Classiques
| Classique            | Milan-San Remo       | Tour des Flandres      | Paris-Roubaix         | Liège-Bastogne-Liège  | Tour de Lombardie |
| -------------------- | -------------------- | ---------------------- | --------------------- | --------------------- | ----------------- |
| Coureur (classement) | Daniele Bennati (6e) | Frederik Willems (18e) | Manuel Quinziato (8e) | Vincenzo Nibali (39e) | Ivan Basso (13e)  |

#### Grands tours
| Grand tour           | Tour d'Italie   | Tour de France       | Tour d'Espagne  |
| -------------------- | --------------- | -------------------- | --------------- |
| Coureur (classement) | Ivan Basso (3e) | Vincenzo Nibali (6e) | Ivan Basso (4e) |
| Accessits            | -               | -                    | -               |

### Classement UCI
L'équipe Liquigas termine à la cinquième place du Calendrier mondial avec 923 points. Ce total est obtenu par l'addition des points des cinq meilleurs coureurs de l'équipe au classement individuel que sont Roman Kreuziger, 7e avec 319 points, Ivan Basso, 14e avec 229 points, Franco Pellizotti, 29e avec 156 points, Vincenzo Nibali, 36e avec 135 points, et Daniele Bennati, 60e avec 84 points.
| Rang | Coureur               | Points |
| ---- | --------------------- | ------ |
| 7    | Roman Kreuziger       | 319    |
| 14   | Ivan Basso            | 229    |
| 29   | Franco Pellizotti     | 156    |
| 36   | Vincenzo Nibali       | 135    |
| 60   | Daniele Bennati       | 84     |
| 74   | Aliaksandr Kuschynski | 61     |
| 96   | Sylwester Szmyd       | 44     |
| 115  | Fabio Sabatini        | 26     |
| 137  | Manuel Quinziato      | 16     |
| 163  | Jacopo Guarnieri      | 10     |
| 173  | Francesco Chicchi     | 9      |
| 219  | Oliver Zaugg          | 3      |
| 230  | Murilo Fischer        | 2      |